# فان بورغيس
فان بورغيس (24 سبتمبر 1979 في فرنسا - ) (بالفرنسية: Yvan Bourgis)‏ هو لاعب كرة قدم فرنسي في مركز الدفاع. لعب مع نادي بريست ونادي كليرمونت 63.

## وصلات خارجية
- فان بورغيس على موقع رابطة كرة القدم الفرنسية للمحترفين (الإنجليزية)
- فان بورغيس على موقع قاعدة بيانات كرة القدم.إي يو (الإنجليزية)
- فان بورغيس على موقع Soccerway.com (الإنجليزية)
- فان بورغيس على موقع عالم كرة القدم.نت (الإنجليزية)